# Мемон (Кот-д’Ор)
Мемо́н (фр. Mesmont) — коммуна во Франции, находится в регионе Бургундия. Департамент коммуны — Кот-д’Ор. Входит в состав кантона Сомбернон. Округ коммуны — Дижон.
Код INSEE коммуны — 21406.

## Население
Население коммуны на 2010 год составляло 211 человек.
| 1962 | 1968 | 1975 | 1982 | 1990 | 1999 | 2010 |
| ---- | ---- | ---- | ---- | ---- | ---- | ---- |
| 89   | 71   | 65   | 125  | 146  | 176  | 211  |

## Экономика
В 2010 году среди 133 человек трудоспособного возраста (15—64 лет) 112 были экономически активными, 21 — неактивными (показатель активности — 84,2 %, в 1999 году было 73,9 %). Из 112 активных жителей работали 109 человек (62 мужчины и 47 женщин), безработных было 3 (1 мужчина и 2 женщины). Среди 21 неактивных 8 человек были учениками или студентами, 5 — пенсионерами, 8 были неактивными по другим причинам.